# جون الكسندر والاس
جون الكسندر والاس هو مهندس وسياسي كندي، ولد في 3 أبريل 1881 في كندا، وتوفي في 13 أكتوبر 1961. حزبياً، نشط في Laurier Liberals ‏ والحزب الليبرالي الكندي. وقد انتخب عضو مجلس العموم الكندي.